# Wolfeite
La wolfeite è un minerale scoperto nel 1949. Il nome è stato attribuito in onore del cristallografo statunitense Caleb Wroe Wolfe.

## Origine e giacitura
La wulfeite si rinviene nella pegmatite granitica come prodotto di alterazione della trifilite.

## Forma in cui si presenta in natura
La wulfeite si presenta sotto forma di cristalli prismatici striati verticalmente o in masse compatte.